# 自動列車運転装置

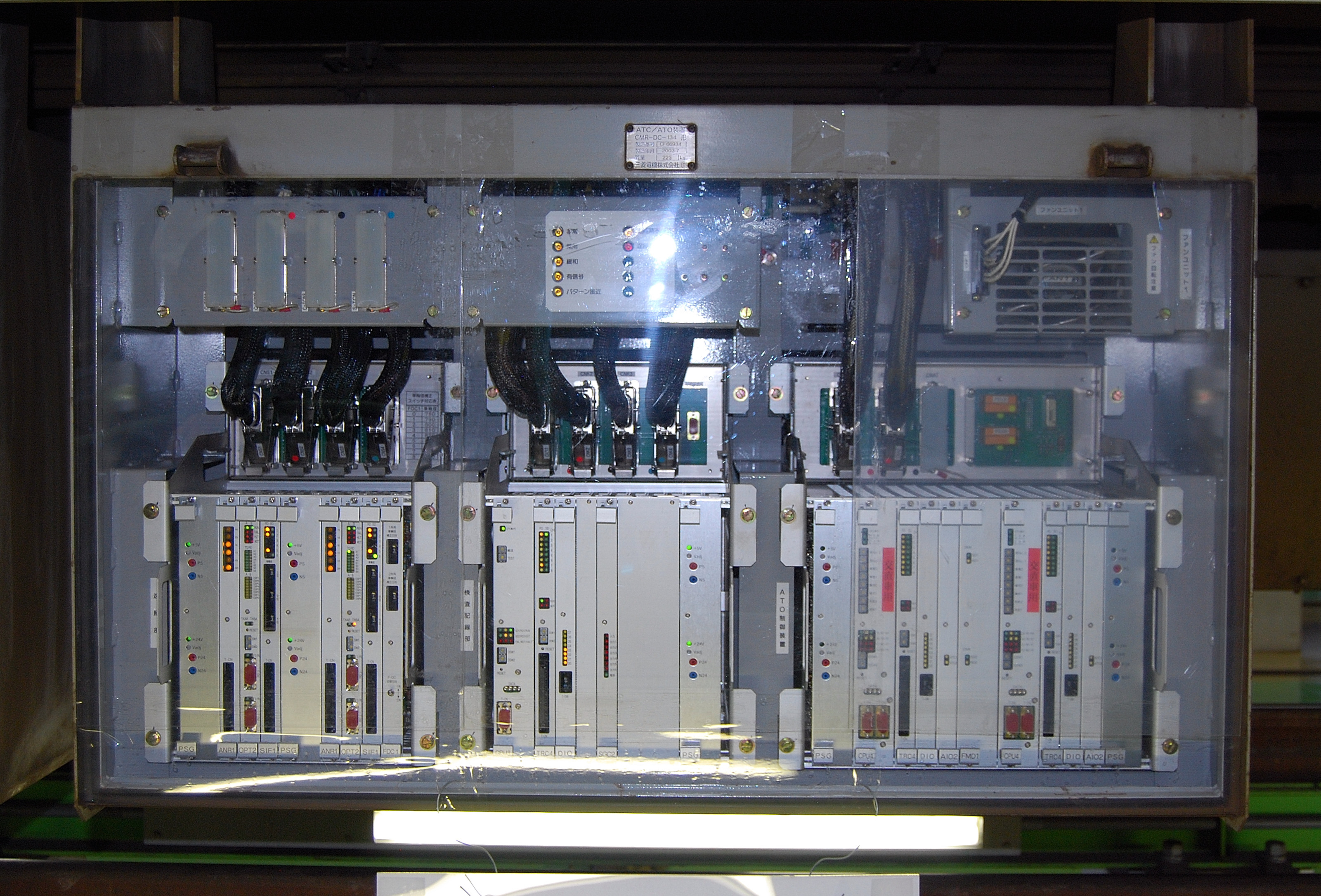
首都圏新都市鉄道TX-2000系のATO/ATC装置

自動列車運転装置（じどうれっしゃうんてんそうち、ATO : Automatic Train Operation）とは、列車の運転を自動化する運転保安システムである。主に、人に対する安全性が確保しやすい地下鉄や新交通システムに使われている。

## 概要

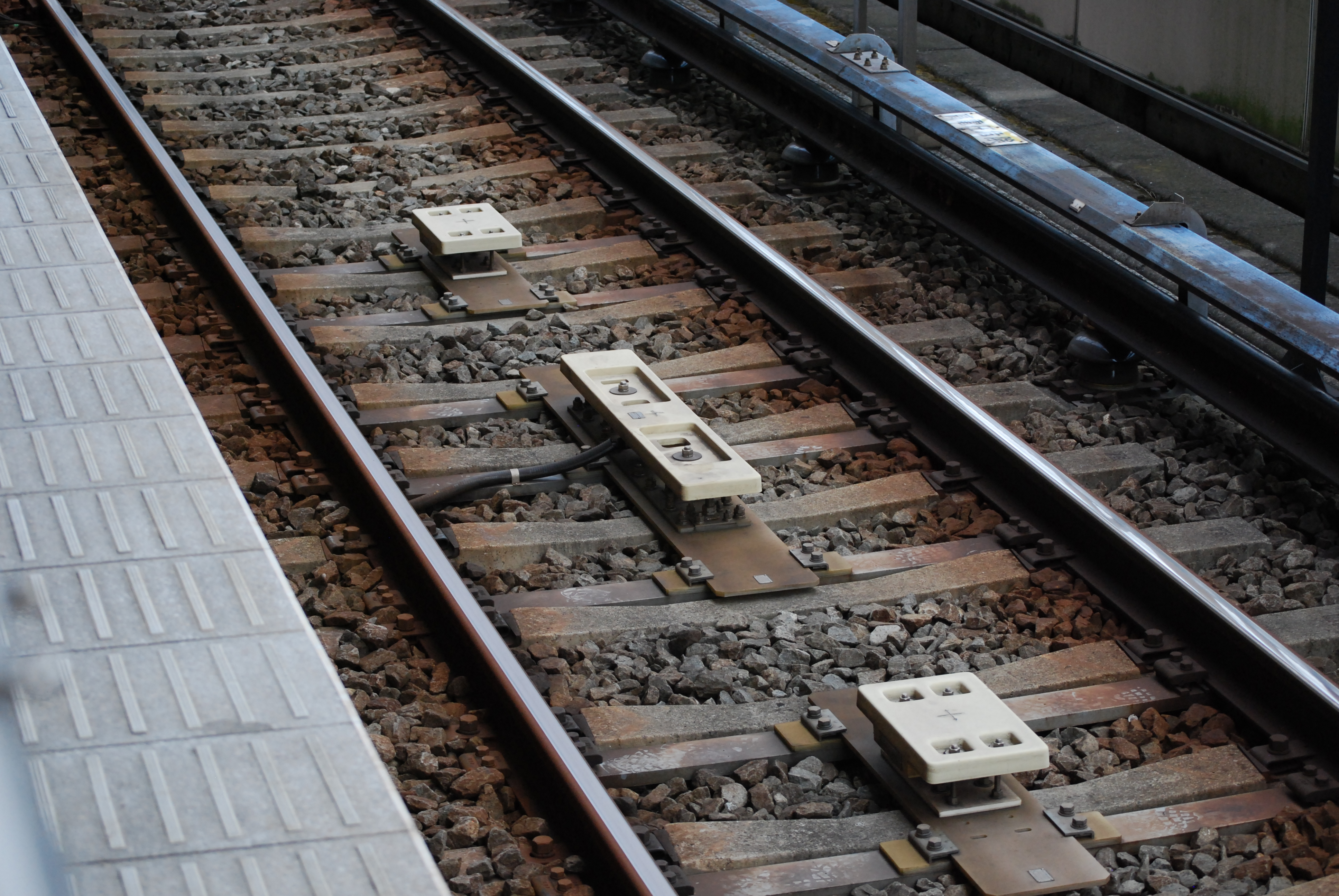
ATOの地上子（中央の大きな地上子は定位置停止地上子、前後の地上子は位置補正用地上子）横浜市営地下鉄ブルーライン

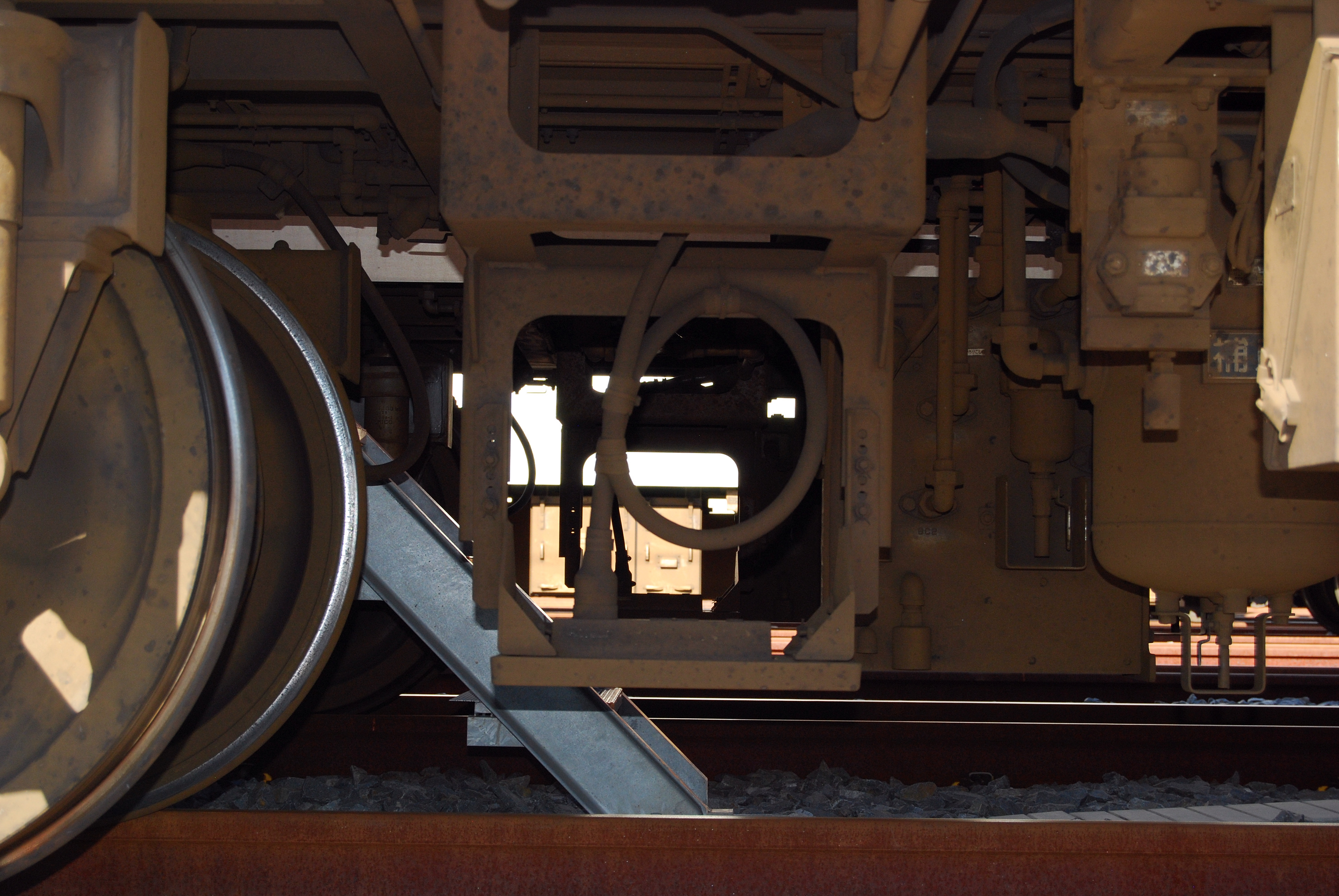
ATOの車上子（首都圏新都市鉄道TX-1000系）

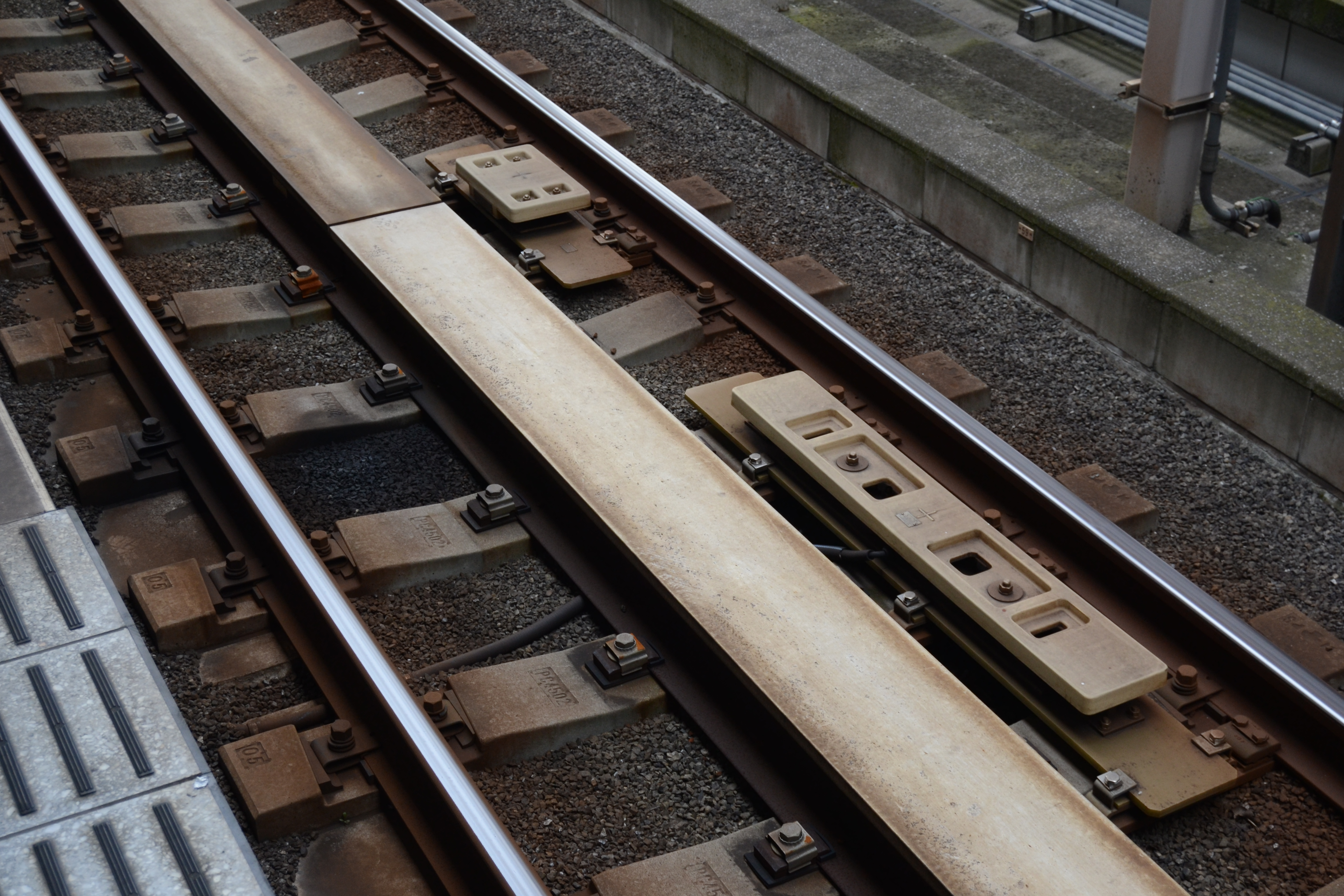
鉄輪式リニアモーターカー方式でリアクションプレートの横にATOの地上子を設置した方式（横浜市営地下鉄グリーンライン）

システムは大きく分けて、車両に搭載した車上装置で演算制御を行う車上パターン方式ならびに地上パターン方式と、地上装置で車両の演算制御を全て行う全地上方式がある（厳密にはこのほか、車上パターン方式と全地上方式の中間となる半地上方式がある）。
日本国内で初めて使用された名古屋市交通局（名古屋市営地下鉄）の自動列車運転装置（ATO）は、車上装置による地上パターン方式（地上プログラム方式）が使用された。
乗務員（路線により呼び方は異なる）が乗務するタイプと、無人運転のタイプに大きく分けられる。出発条件の成立後、自動的に目標速度まで加速した後に定速運転または惰行を行い、停車駅に接近すれば自動的に停止位置に停止させるという基本機能は変わらない。また、ATOはATCに自動運転装置としての機能が付加されたものでなければならないので、目標速度の設定及び保安確保のため、閉塞にATCを使用するケースがほとんどである。
乗務員が乗務するタイプには、ATOをあくまでも運転支援装置と捉え、ATO運転中であっても運転士の運転操作が優先するよう設計されたものと、ATO運転モードでは緊急停止以外の運転操作ができない、無人運転に近い設計のものが存在する。いずれの場合も、一般に戸閉後にメインハンドル付近に設置された出発ボタンを押すことで、次駅までの自動運転が開始される。出発ボタンは、多くが誤操作防止のため、2つを同時に押すことにより作動するようになっている。
また、無人運転に近い設計の車両には、出発ボタンは存在せず、代わりに「扉閉抑止」ボタンがついているものもある。この様な列車の場合、駅に到着後は扉が自動で開くものの、このボタンを押さないままにしておくと、出発時刻になると自動で扉が閉まり、ひとりでに発車してしまう。しかし、このボタンを押しておくと、駅に到着して自動で扉が開いた後は、このボタンを再度押して解除しないと、出発時刻になっても扉は閉まらず、発車しなくなる。再度押して解除することで、扉が閉まり、扉が正常に閉まった場合（ホームドアが設置されている路線ではホームドアも）には、自動で発車することになる。またこの様な列車の場合、扉閉抑止を解除して一旦ドアが閉まった後に、再度ドアを開けることは出来ないため、戸ばさみからの復帰や駆け込み乗車をした乗客を乗せる場合、あるいは降り損ねそうになった乗客からの再開閉の依頼などで、発車せずにドアを再開閉する必要がある場合には、一旦ATOを解除した後マスコンキーを回して手動運転に切り替えた後、手動にてドアを再開閉してから、再度自動運転に戻す必要がある。この方式は、福岡市地下鉄七隈線などで採用されている。
自動列車運転装置（ATO）は駅停車制御機能のみを使用することで、定位置停止装置（TASC）として使用することもできる。東京メトロ南北線及び都営地下鉄三田線各車両のATOは東急目黒線内ではTASCモードに切り換わり、駅発車時の力行操作と駅間の速度制御は運転士が行い、駅停車時の停止操作はATO装置の駅停車制御機能（TASC機能）を使用している。

### 詳細な解説
自動列車運転装置は、地上側で地点情報を発信する地上子、地上子から地点情報を受信する車上子、車両側で力行・惰行・ブレーキの制御を行う車上装置という3種の装置から構成されている。地上子は、有電源のトランスポンダである定位置停止地上子（P4地上子）と、3つの無電源地上子（P1-P3地上子）の2種類に分けられる。定位置停止地上子は各駅の停車位置に設置されており、列車が定位置に停止したかどうか確認するため、また停止した後諸機器を動作させるために必要となる。P4地上子が車上側のATO車上子の位置を一定の範囲内で検知すると、車上子との間でホームドアの開閉指令やホームドアの開閉状態の情報、運行管理情報がやり取りされる。その手前に設置されているのが無電源地上子で、駅で決められた位置に停車するために必要となるものである。列車が無電源地上子を通過すると、地上子に組み込まれた固定位置情報が車両側のATO車上子を介して車上装置に送信される。この情報をもとに、列車は停止位置までの距離を把握することになる。P1地上子は、列車側にブレーキ制御用パターンを生成させる地点に設置される。P2・P3地上子は、P4地上子とP1地上子との間に設置され、後述する車上装置に停車位置までの距離を伝達する。車両側に設置された車上装置は、列車が停止位置に止まるために必要なブレーキ出力を決定して指令する役割を担っている。車上装置には各駅間の距離情報と運転パターンが予め記録されており、地上側での位置補正用地上子から受信された地点情報と列車からの速度情報とを照合して適切なブレーキ出力を演算することにより、運転士の操作を必要としない定位置への停車を可能にしている。
列車が停車駅に接近すると、車上子がP1地上子から停止位置までの距離情報を受信する。それをもとに、車上装置が停止目標位置までの停止制御用パターンを生成する。列車側がP2・P3地上子から残りの距離情報を受信すると、列車が記録している残りの距離情報の食い違いの補正を行い、列車速度と正確な残距離に合わせてフィードバックによるブレーキ制御を行い、停車目標位置までに列車を自動的に減速させる。列車が停車目標位置にあるP4地上子の位置に停車した後は、列車の停止位置がショート（定位置手前）かジャスト（定位置停止）かオーバー（定位置超過）かを判断する停止位置測定を行い、許容範囲以上に位置がずれた場合には、インチングにより列車位置の修正を行う。目標位置に停車したことが確認されると、車両側で転動防止ブレーキを掛ける。また、車上側から地上側に列車の運行番号・行き先などの情報が送信され、地上側の運行管理システムが送信されたこれらの情報を基に列車の運行管理を行う。その後、車上側からの指令で地上側のホームドアが開けられると、車上側に車両ドア開情報が送信されて、車両側のドアが開けられる。停車中においては、運行管理システムが停車時間の管理を行い、出発時には、運行管理システムからの出発指示情報・ホームドア閉・車両側のドア閉などの条件が揃えば、列車は駅から出発できるようになっている。また、ホームドアまたは車両のドアの開閉は、車両側の運転席にあるドア開閉ボタンを操作することにより行う。
地上子は鉄輪式リニアモーターカー方式の地下鉄（例 : 都営地下鉄大江戸線）では軌条間にリアクションプレートがあり、通常形地上子の設置ができないことからループコイル方式を採用している。これは2本の軌条の外側に「8の字形」のループコイルを設置し、撚架点（ねんかてん）を設けることで地上子としての機能を持たせているが、最近ではリアクションプレートの横に地上子を設置する方式もある。
また、地上子を設置した方式の場合には導入の手間が大きくなることから、東京メトロ千代田線北綾瀬支線（旧式の5000系・6000系ハイフン車）では地上子を使用しない方式を採用している。これは2駅間の折返し運転という性格上、両駅に設置しているATC装置の過走防護信号 (ORP・Over Run Protector) を基にして、地上子の代わりに残存距離の補正を行っている。ただし、2014年度より同線に導入された05系改修車では地上子・車上子方式となっている。

## ATO装置のシステム構成
一例として東京メトロ南北線のATO装置のシステム構成について示す。同線用のATO装置は以下の装置と連動して車両を制御する。
- 運転台
  - ATO表示灯
  - ATO出発ボタン（2個一組で配置され、2個同時に押さないと発車出来ない）
  - マスコンハンドル
  - 運転切換スイッチ（手動運転 - ATO運転）
  - ATO運転モード切換スイッチ（平常運転 - 回復運転 - 遅速運転）
- ATC装置（ATC信号判別器・ATC論理照査器）
  - ATC信号コードとATCブレーキ情報をATO装置に送信
- 速度発電機からの速度情報
- ATO送受信器（トランスポンダ）からの地点情報（車上子 - 地上子）

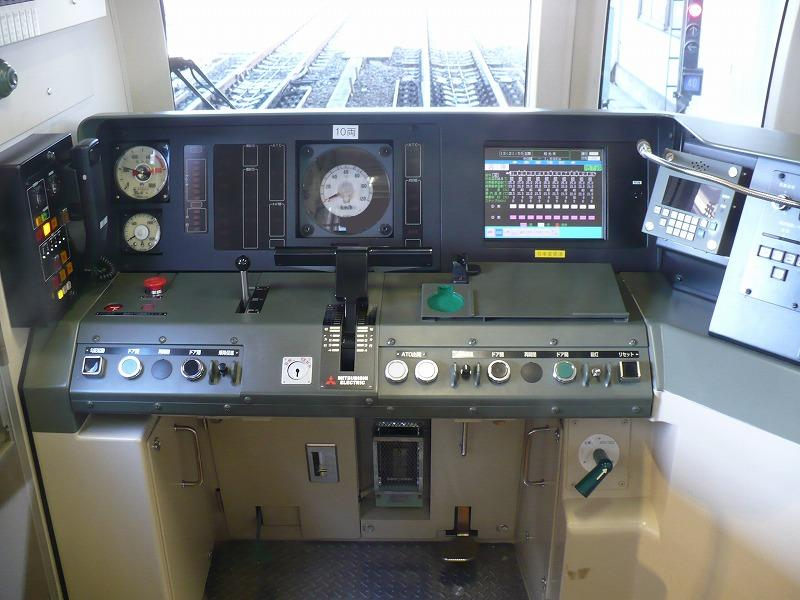
ATO運転に対応した東京地下鉄10000系の運転台
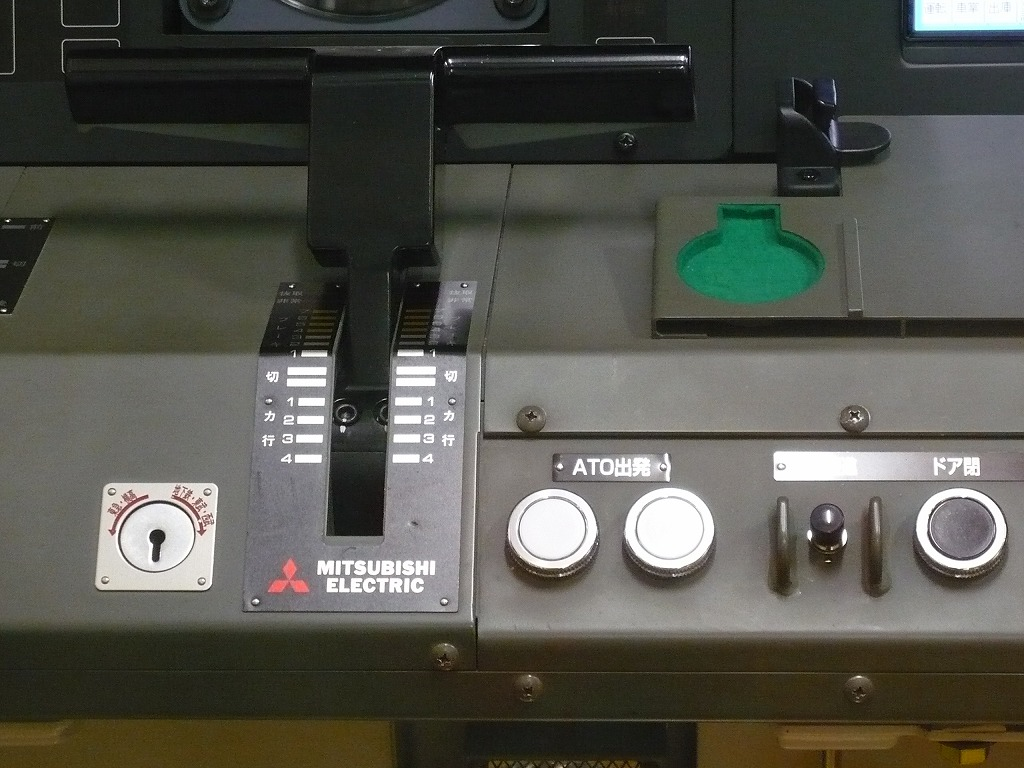
マスコンハンドルの右下にある2個一組のATO出発ボタン
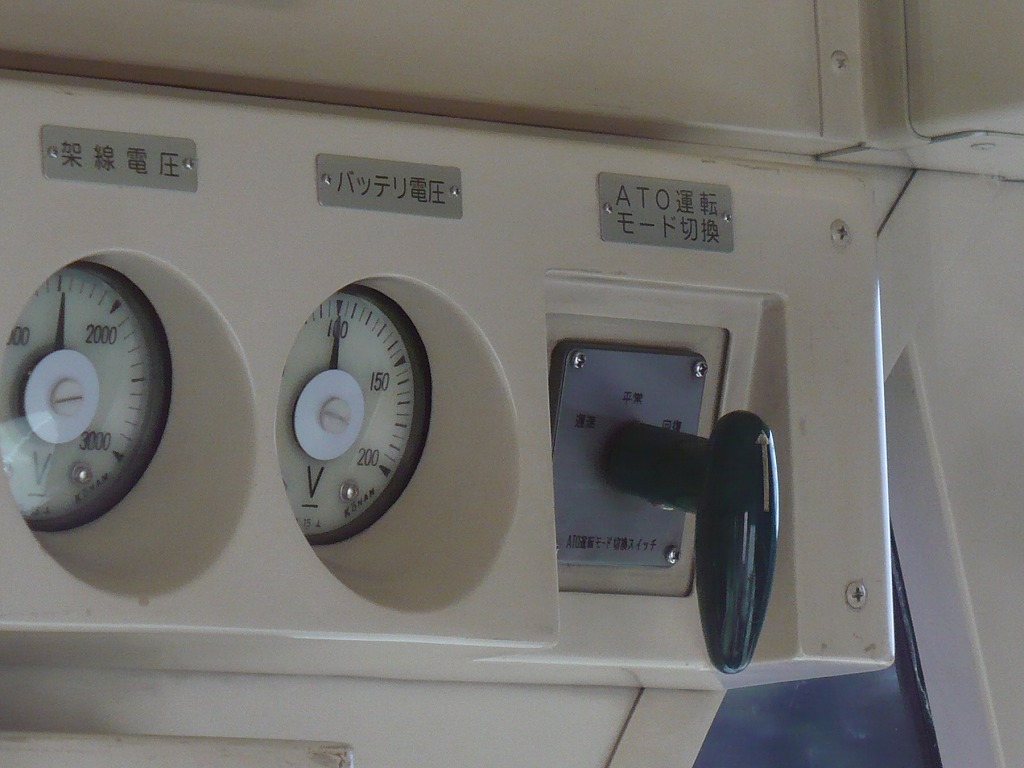
東京メトロ南北線9000系のATO運転モード切換スイッチ（右端のハンドル）

ATOには列車速度の調整用に運転モードがある。東京メトロ南北線では「平常」・「回復」・「遅速」の3つのモードがあり、平常運転モードではATC制限速度の5km/h下の速度で走行、回復運転モード（列車遅れを回復させる場合）には平常運転より+2km/hで走行（ATC制限速度の3km/h下）、遅速（列車を遅らせる場合）には平常運転より-10km/hで走行（ATC制限速度の15km/h下）させることができる。

### 実際のATO運転の車両制御
以下はOsaka Metro千日前線での例である。
出発制御
- 安全のため、以下の条件が成立した場合のみ、列車を出発させることができる。
  - 「戸閉」「戸閉保安」「母線引通」「非常ユルメ」「断流器入」点灯。「非常ユルメ」は停止後も点灯。「可動柵開」は駅停止後、ホーム柵と車両の扉が開いてから点灯。出発時は消灯。「定点停止」は停止後点灯、出発時消灯。「ATO」は常時点灯。ATOは千日前線では回送、手動のハンドル訓練時は消灯し、手動が点灯する。
  - ATC常用ブレーキが緩解状態
  - ブレーキ圧力0:車両速度0km/h

運転取扱の流れ
- 始発駅では、運転士は乗務員室の扉の鍵を開け、マスコンハンドルを非常ブレーキ位置にした状態で運転キーを差し込む。続いてレバーサ（逆転器）を"前"位置にし、非常ブレーキ位置からブレーキ動作確認してNブレーキ位置へ戻した後、直予備ブレーキを一旦引いて、押してからブレーキ圧力を確認する。前照灯スイッチON・尾灯スイッチOFFにしてから方向幕・前照灯点灯・尾灯消灯を確認し、戸閉操作へ移行する。
- 発車サイン音が鳴り次第、車両の扉とホーム柵を閉める。車両の扉とホーム柵が閉まったことを確認したら、出発指示合図表示器の指差確認喚呼をした後、ATO出発ボタンを押して列車を出発させる。
- ATO出発ボタンを2個同時に押すと出発できるが、出発ボタンを1つずつ押した場合はエラーが発生する。「戸閉」は車両の扉とホーム柵が閉まったら点灯、続いて「可動柵開」が消灯後、列車出発後すぐに「戸閉保安」「断流器入」「非常ユルメ」「母線引通」「ATO」が点灯する。ATO出発ボタンを2個同時に押してブレーキを緩解してから出発まで時間がかかる。
- 駅でホーム柵に手や物を入れて支障物センサーの赤外線が反応すると、全列車に自動ブレーキがかかり、列車が駅到着前の列車はトンネル出る付近でブレーキがかかり、トンネルを出る付近で停止、それ以外は駅かまたはトンネルの中で指令から解除が出るまで停止する。

- 駅間走行制御
  - ATCからの制限速度信号とATO運転モード切換スイッチの条件から、目標速度を設定し、力行とブレーキ操作を行い列車を運転する。

- 惰行制御と減速制御
  - 走行中は必要に応じて惰行制御を行い、無駄な力行操作を抑制する。また、駅間に曲線部があり、減速を必要とする場合には車両側にある駅間走行パターンに基づき、事前に減速操作を行うことで乗り心地の低下を防止する。

- 定位置停止制御
  - 地上子からの地点情報を元に、車上パターンを発生させ、所定停止位置に停止させる。停止を検知すると列車の転動を防止するため、常用ブレーキを出力し、転動防止ブレーキをかける。

特にATO運転時には頻繁なノッチ操作を行うと乗り心地が低下してしまうため、力行ノッチ・常用ブレーキ操作は手動運転時よりもステップ分割を行うようにした車両が大多数である。

## ATO運転の沿革
日本国内で初めてATO運転を実施したのは、名古屋市交通局（名古屋市営地下鉄）東山線の名古屋 - 栄町間（下り線約2.5 km）である。システムは日立製作所が開発したもので、路線長が短いことや運行車種も一つであることからATOは車上装置による地上パターン方式（地上プログラム方式）とし、地上装置より地上子、さらに車両側の車上子へ制御プログラムを送信して、車上装置で車両側の制御機器を操作するものである。車両は100形105・106号車（ATOは105号車に搭載）を使用した。1960年（昭和35年）10月21日（10月24日となっている資料もある）から夜間終電後に2か月間実施し、乗り心地は問題なく、駅停止精度は当初±540 mm以内の精度であったが、種々改良の後は±500 mm以内を確保した（第1次現車試験）。1961年（昭和36年）12月から翌1962年（昭和37年）5月まで営業時間帯の手動運転中に電子機器の耐久試験を行いながら、月に1回のATO走行試験を行った（長期耐久試験）。現車試験ならびに長期耐久試験は成功に終わったが、安全性やコスト面に課題が残され、実用化には至らなかった。その後、1963年（昭和38年）1月10日から2月10日には営業運転に使用された。
一方、帝都高速度交通営団（営団地下鉄、現在の東京地下鉄）では運輸省（当時）からの補助金を受け、電機メーカーと共同で1961年（昭和36年）6月からATOの研究開発を開始した 。営団地下鉄のATOは三菱電機が開発した車上パターン方式で、試験は日比谷線で3000系を使用した。最初に開発した装置は1962年（昭和37年）2月に車内に仮設して南千住 - 入谷間で走行試験を実施した。この試験結果は良好であり、同月26日・27日に営団内で公開試運転を実施した。そして、翌1964年（昭和39年）9月からは営業列車2編成を使用して、長期にわたってATOの使用が開始された。営団地下鉄ではATO運転の終了時期を公表していないが、1987年（昭和62年）の時点では2編成が使用されている。最後までATOを搭載していた編成は1993年（平成5年）2月に廃車となっている。
1964年（昭和39年）6月、日立製作所が名古屋鉄道モンキーパークモノレール線（犬山モノレール）においてATOによる自動運転を開始しており、モノレールの自動運転は世界初であった。システムは路線長が短く、地下鉄のような高度な技術は必要としないことから、プログラム方式に該当しない簡易なシーケンス制御方式とした。1970年（昭和45年）には、日本万国博覧会（大阪万博）において日立製作所製のATOを搭載したモノレールが自動運転を行った。大阪万博中に運行され、営業運転はワンマン運転を実施し、夜間の検査の回送運転時は無人運転を行っていた。

### 大阪市交通局における試験
1967年（昭和42年）2月、大阪市交通局（大阪市営地下鉄）では谷町線向けに三菱電機製の車上パターン方式ATOを導入、基礎試験を開始した。谷町線の7000・8000形（7007 + 8007号→30系に改称。ATOは8007号に搭載）にATOを搭載して、同年9月（10月または11月となっている資料もある）から1968年（昭和43年）3月にかけて谷町四丁目 - 東梅田間の北行線で夜間終電後に基礎試験を実施した。その後30系の御堂筋線転属に伴い、1969年（昭和44年）10月にATOは実用化用に再製作され、50系（5070 + 5570号。ただし、1970年2月に4両編成化） に搭載、実用化試験は千日前線に移行した。この50系は電磁直通ブレーキ方式（HSC形）であり、ATO運転に適用するにはブレーキ性能が著しく劣ることから、応答性の高い電気指令式ブレーキ方式（OEC形）に改造した。
千日前線用の車上パターン方式ATOの試験は、1969年（昭和44年）10月から1970年（昭和45年）3月まで野田阪神 - 新深江間（最終的な区間。途中から4両編成に増強）において行われた後、1970年（昭和45年）10月1日からは営業運転に投入された。ATOに関する十分なデータが得られたことから、1974年（昭和49年）7月31日に車上パターン方式ATOの試験は終了した。
車上装置によるATOは高い定位置停止精度を実現したが、これはブレーキ方式が電気指令式の新しい車両に限られ、ブレーキ性能が劣る電磁直通式の旧型車両へ適用する場合、ブレーキ装置の改造に大幅な費用が掛かるなど経済性で大きな問題点が残された。このため、地上式ATO制御装置が列車の位置を検知し、地上ATO装置から走行する個々の列車へ力行・惰行・ブレーキ操作など制御指令を送信して列車を制御する全地上式ATO（地上式ATO）の試験が行われた。同時に、車上式ATOと地上式ATOの中間に位置する半地上式ATOの試験も行われた。車両は前述の50系（5070 + 5571 + 5071 + 5570の4両編成）が継続して使用された。日本国内では初めての全地上式の列車制御システムで、三菱電機のほか大同信号が協力している。ただし、この現車試験はATOの自動運転機能よりも、地上式ATOと半地上式ATOを使用した駅での定位置停止機能の性能確認を主な目的とした。
軌条間にウイグリワイヤ（50 cm間隔の捻架（ねんが）ループと平行2線のループから構成。地上子の役目を果たす）を設置し、駅間の列車制御用は10 m長、駅停車場部は209 mの長さとなっている。列車がウイグリワイヤ上を通過すると、列車の走行位置を地上式ATO制御装置に送信して車両位置を把握するほか、この情報を元に地上式ATO制御装置は列車に力行・惰行・ブレーキ操作などの制御指令を送信する。地上式ATOでは保安装置のATCはバックアップ機能のみとなる。地上式ATOの車上装置は大幅に簡素なものとなるが、逆に地上装置・地上設備が大掛かりな機器となる。
一方、半地上式ATOは車上式ATOに近いシステム（車上にATOを搭載）であるが、車上式ATOが速度発電機を使用して列車速度を検知して制御するのに対し、半地上式ATOは速度発電機を使用せず、地上に設置したウイグリワイヤ（距離パターン）の移動間隔を車上で検知して列車制御に使用する点が異なる。半地上式ATOの走行試験はウイグリワイヤを設置していない区間で自動運転（定位置停止）を行うもので、ウイグリワイヤに代わり、車上に可搬形のATO試験器を搭載して疑似的に距離パターンを発生させて行った。電機メーカーによる地上式ATO・半地上式ATOの現車試験は1971年（昭和46年）12月 - 1972年（昭和47年）3月まで実施され、地上式ATOの基礎試験は1971年（昭和46年）12月から1973年（昭和48年）7月まで今里 - 新深江間の西行線において実施された
車上パターン方式を含めて大阪市交通局がATO試験を行ったのは、将来の省力化を想定したほか、千日前線でATO運転を実用化することは1970年（昭和45年）に開催された日本万国博覧会（大阪万博）の輸送機関となることで、大阪市交通局の技術力の高さを誇示する目的があった。大阪市交通局のATO試験は、一定の成果を収めたことから1974年（昭和49年）8月をもって終了（プロジェクト自体が終了）した。

### 公営地下鉄における試験
横浜市交通局（横浜市営地下鉄）1号線では、1971年（昭和46年）3月に落成した1000形1次車に日立製作所製のATOが搭載され、営業運転に向けた走行試験を行い良好な成績を収めている。ただし、営業運転での実用化は見送られた。
東京都交通局（都営地下鉄）では、当時建設中の10号線（→都営地下鉄新宿線）で、乗務員の負担軽減や安全性の向上を目的としたATOの導入を計画した。1971年（昭和46年）秋に10-000形試作車を製作、営業中の6号線（→都営地下鉄三田線）に搬入し、試作車には三菱電機製の車上パターン方式ATOが搭載された。1972年（昭和47年）初めから6号線（→都営地下鉄三田線）本蓮沼 - 志村三丁目間（南行線、約2 km）に10号線用の信号保安設備を仮設し、夜間終電後に各種試験・測定を行った。ただし、新宿線でのATO運転は費用対効果の面から見送られた。
これらの試験はいずれも当時は実用化には至らなかった（東山線は2015年〈平成27年〉、日比谷線は2020年〈令和2年〉、千日前線は2014年〈平成26年〉、ブルーライン（1・3号線）は2007年〈平成19年〉、三田線は2000年〈平成12年。ただし、実際の導入を想定した新宿線は導入していない〉に導入）。

### 日本国有鉄道における試験
日本国有鉄道（国鉄）においても自動列車運転装置の開発を行い、鉄道技術研究所において構内のループ線で走行試験を実施した。
- 1962年（昭和37年）1月25日から27日にかけて101系2両編成を使用した自動運転の走行試験が実施された[31]。ループ線（1周約1.4 km）5周を1走行として行った[31]。装置は関係者にPTC（Program Train Control）と呼ばれた自動列車運転装置で、ノッチ・プログラム方式と称する車上プログラム方式の一種である[31]。紙テープに運転区間の力行・ブレーキ操作などがパンチ穴で記録されており、これを読み取り装置にかけて車両を自動操縦する[31]。
- 1965年（昭和40年）3月15 - 17日予備試験、18日 - 20日本試験、22日伝送試験を実施[32]。165系3両編成2本を使用して、地上プログラム方式の自動運転試験に成功した[33][34]

### 実用化
地下鉄での営業列車への全面採用は、1976年（昭和51年）6月10日に開業した札幌市営地下鉄東西線（車掌も乗務）で、西28丁目駅と西車両基地の間では無人自動回送運転も行われていた。1982年（昭和57年）3月21日に白石駅 - 新さっぽろ駅間 (7.4km) の延伸開業に伴い、ひばりが丘駅と東車両基地の間も当初から無人自動回送運転に対応している。1990年（平成2年）頃、同線に於いて当時の主流だった6000形の営業車両に限りATOによる自動運転を終了しており、2008年9月1日に現在の主流である8000形でATOによる自動運転を開始するまでの約18年間は営業列車は手動運転（ATC）、ひばりが丘駅と東車両基地の出入庫線のみ無人自動回送運転となっていた。次いで神戸市営地下鉄西神線で1977年（昭和52年）から採用している。
その後は、1981年（昭和56年）に開業した福岡市地下鉄空港線をはじめ、ワンマン運転を実施する路線において、乗務員の負担軽減のためにATOを採用する事例が増えた。さらに、旅客の安全対策としてホームドア（或いはホームゲート）が設置されるケースが相次いでいることに伴い、これらを採用した路線では、駅停車時にホームドア（ホームゲート）と車両のドアの位置を正確に合わせる必要があるため、ATOを採用する事例が増えている。
なお、ATOを採用した路線においても、地下鉄等在来型の鉄道においては、緊急時における運転士の技能低下を防止するため、1日数回、または一定時間に限り、手動運転を実施している路線が多い。
一方、1981年（昭和56年）に開業した神戸新交通ポートアイランド線（ポートライナー）をはじめとする新交通システムは、一部の例外を除き、無人運転を前提として設計されており、監視要員が乗務する路線・区間はあるものの、手動運転訓練や自動運転が継続できなくなった場合を除き、手動運転が行われることはない。
また、北九州高速鉄道小倉線のように、ATOを採用しながら、後に取りやめて全て手動運転（ATC）に切り替えた例も存在する。

### 普及開発
2010年代後半からは少子高齢化や経営効率化を目的に、各社で自動運転に向けた試験が実施されている。
東日本旅客鉄道（JR東日本）では、山手線でドライバレス運転に向けたATOによる自動運転に向けた実証実験を進めている
JR九州では、JR在来線で一般的なATSを用いた自動運転の研究を開始しており、2019年（令和元年）12月下旬 - 2020年（令和2年）2月中旬に、香椎線 西戸崎 - 香椎間においてATS-DK形をベースとした高機能ATO（FS-ATO）の走行試験を実施した（日本信号と共同開発）。この実証実験は良好な結果であったことから、2022年3月には香椎線全区間（宇美駅まで）に拡大した。2023年3月からは、香椎線での試験結果を基礎に開発した「自動列車運転支援装置」の走行試験を鹿児島本線赤間 - 久留米で開始した。2024年（令和6年）3月16日からは香椎線全列車において、GOA2.5（添乗員付き自動運転）の自動運転を開始した。同日、2025年度末の導入を目指して鹿児島本線折尾 - 二日市間の一部列車で自動列車運転支援装置の実証運転を開始した。
東武鉄道では大師線において将来の添乗員付き自動運転の実用化に向けた検証を進めている。さらにJR東日本と共同でドライバレス運転に向けた協力をしていくと発表している。

### 新幹線の自動運転
新幹線では、日本国有鉄道（国鉄）時代、951形新幹線試験電車、961形新幹線試作電車にATOMICと呼ばれるミニコンピュータと定位置停止装置（TASC）を組み合わせた自動運転の試験を山陽新幹線で実施していた。ただし、実用化には至っていない。
東日本旅客鉄道（JR東日本）では、将来の新幹線のATOによる自動運転・ドライバレス運転に向けて、2021年秋にE7系を使用して上越新幹線新潟駅 - 新潟新幹線車両センター間でATO自動運転の実証試験を実施した。西日本旅客鉄道（JR西日本）においても、2022年度内に白山総合車両所内でW7系を使用した自動運転の実用化試験が実施された。さらに、JR東日本とJR西日本は共同で将来の新幹線のドライバレス運転に向けて、協力して開発を進めると発表した。計画では、2020年代末に上越新幹線新潟駅 - 新潟車両センター間の回送列車を、2030年代半ばには上越新幹線東京 - 新潟駅間の営業列車のドライバレス運転を目指すとしている。
- （計画）東海道新幹線（2028年予定）[50]

## 日本の主なATO採用路線
- 下記の出典[51][52]

### 無人運転を行なうもの

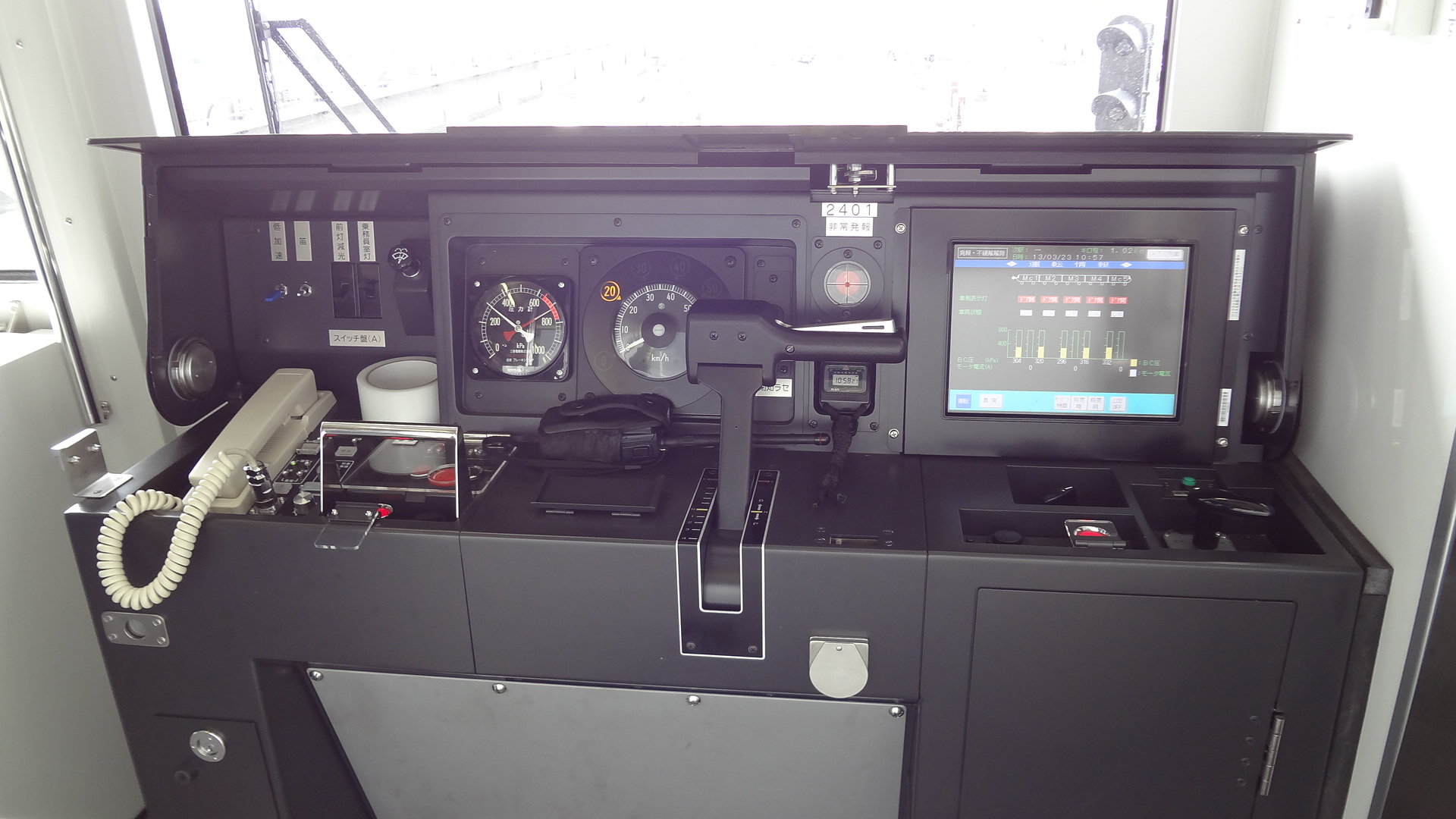
コンソール上面の左右で赤く光っているボタンがATO出発ボタン（横浜シーサイドライン2000形電車）

- 神戸新交通ポートアイランド線（ポートライナー）（安全確認のため始発のみ乗務員が同乗する）
- 神戸新交通六甲アイランド線（六甲ライナー）（安全確認のため始発のみ乗務員が同乗する）
- Osaka Metro南港ポートタウン線（ニュートラム）（ごく稀に平日朝ラッシュ時等に乗務員の運転訓練のため手動運転）
- ゆりかもめ東京臨海新交通臨海線（ゆりかもめ）（早朝・深夜時間帯やハンドル訓練時は乗務員が同乗し手動運転を実施）
- 横浜シーサイドライン金沢シーサイドライン（ごく稀にハンドル訓練のため手動運転）
  - 令和元年6月1日20時15分頃発生した新杉田駅逆走事故以降、しばらくの間は全列車において終日手動運転を行なっていた[53]。
- 東京都交通局日暮里・舎人ライナー（ごく稀に平日朝ラッシュ時等に乗務員の運転訓練のため手動運転）
- 舞浜リゾートラインディズニーリゾートライン（完全な無人運転を行うのは入庫時と出庫時のみであり、それ以外はコンダクター（車掌）のみが乗務し、ドア扱い・発車合図を行う）
- ウイングシャトル（関西国際空港内の旅客輸送施設。国土交通省管轄の鉄道には含まれない）
- 愛知高速交通東部丘陵線（リニモ）（藤が丘 - はなみずき通間の地下区間の車内監視・前方確認のためだけに乗務員が同乗するが、ごくまれに教習生が教官と一緒に運転することがある。）
- 札幌市営地下鉄東西線（東車両基地 - ひばりが丘間の出入庫線のみ）

### 運転士が乗務するもの

#### 札幌市営地下鉄
- 東西線（ごくまれにハンドル訓練のため手動運転　1976年6月 - 1990年頃、2008年9月 -）
- 南北線（ごくまれにハンドル訓練のため手動運転　2012年6月-）
- 東豊線（ごくまれにハンドル訓練のため手動運転　2016年7月-）

#### 仙台市地下鉄
- 南北線（毎日各運転士1回のみ手動運転を実施）
- 東西線（毎月各運転士1回以上手動運転を実施[54]）

#### 東京地下鉄（東京メトロ）
- 丸ノ内線[55]
- 日比谷線（営団3000系2編成による長期営業運転試験。試験終了後は手動運転。2020年に再度自動運転を導入、車掌乗務）
- 東西線（車掌乗務）
- 千代田線  （一部車両除く・車掌乗務）
- 有楽町線
- 副都心線
- 南北線

#### 都営地下鉄
- 三田線（ごくまれにハンドル訓練のため手動運転）
- 大江戸線（ごくまれにハンドル訓練のため手動運転）

#### 多摩都市モノレール
- 多摩都市モノレール線（毎日各運転士1回のみ手動運転を実施）

#### 東日本旅客鉄道
- JR東日本常磐緩行線(一部車両除く)[56][57]

#### 九州旅客鉄道
- 香椎線
- 鹿児島本線（折尾駅 - 二日市駅間の一部列車、装置対応区間は門司港駅 - 荒尾駅間[58]）

#### 首都圏新都市鉄道
- つくばエクスプレス（毎日各運転士1回のみ手動運転を実施、最高運転速度は日本ATO区間最速の130km/h）
  - 2014年1月から朝ラッシュ時の守谷駅 - 北千住駅間はTASC運転[59]。これは先行列車に接近した追従運転時、ATOでは度重なる車内信号の現示変化に柔軟な対応が難しく、乗り心地が低下していたため[59]。

#### 埼玉高速鉄道
- 埼玉高速鉄道線（ごくまれにハンドル訓練のため手動運転）

#### 横浜市営地下鉄
- ブルーライン・グリーンライン（週1回の各運転士の訓練時や回送運転時に手動運転）

#### 名古屋市営地下鉄
- 桜通線
- 東山線
- 名城線
- 名港線

#### 京都市営地下鉄
- 東西線（各運転士の判断により手動運転を実施）

#### 大阪市高速電気軌道
- 長堀鶴見緑地線
- 千日前線（回送車及び手動のハンドル研修時は手動運転モードに切り替え、それ以外の全列車は運転モードをATOに設定）
- 中央線（夢洲駅 - 大阪港駅間のみ）

#### 神戸市営地下鉄
- 西神・山手線・北神線（平日10-17時・土休日11-17時は手動運転）
- 海岸線（各運転士あたり週に1度程度手動運転）

#### 福岡市地下鉄
- 空港線・箱崎線（ごくまれにハンドル訓練のため手動運転）
- 七隈線（将来の無人運転に対応しているが、当面は全列車運転士が乗務。ごくまれにハンドル訓練のために手動運転）

## 日本以外の主なATO採用路線

### 無人運転を行なうもの
- 都市高速鉄道（ラピッド・トランジット、メトロ）
  - ドバイメトロ
  - クアラルンプールのラピドKLクラナ・ジャヤ線
  - シンガポールのMRT全線(昔はMRT北東線、MRT環状線のみ)
  - 香港の地下鉄 (MTR) の迪士尼線
  - パリの地下鉄（メトロ）1号線、4号線,14号線,近い将来のラインで 15号線,16号線,17号線,18号線
  - サンフランシスコのバート（ドアの開閉、車内放送などを行う乗務員が乗務する。運転士の乗務しない鉄道では最速の130 km/h運転を行う）
  - 新盆唐線（ただし、運転士資格をもった乗務員が同乗する）
  - 釜山交通公社4号線（ゴムタイヤ式鉄道）
- 中量軌道システム（鉄輪式鉄道）
  - バンクーバーのスカイトレイン
  - ロンドンのドックランズ・ライト・レイルウェイ (DLR)
  - 釜山-金海軽電鉄
- 新交通システム
  - VAL
    - バンコク・スカイトレインのゴールドライン
    - 台北捷運の文山線、内湖線
    - 議政府軽電鉄
    - 龍仁軽電鉄
    - リール、トゥールーズ、レンヌのメトロ
    - パリ・オルリー空港のアクセス路線オルリーヴァル

  - 空港内軌道
    - フランクフルト空港内の旅客輸送施設
    - 香港国際空港内の旅客輸送施設
    - 台湾桃園国際空港内のスカイトレイン
    - 仁川国際空港内の旅客輸送施設

### 運転士が乗務するもの
- 香港の鉄路 (MTR) 各線（迪士尼線は除く）
- 上海の磁気浮上式鉄道線（上海トランスラピッド）竜陽路駅 - 浦東国際空港
- 台北捷運の各線（文山線、内湖線は除く）
- ソウル交通公社5～8号線
- ソウル市メトロ9号線
- マニラLRT2号線
- ジャカルタ都市高速鉄道

## 自動運転中の鉄道事故
- 2019年 - 金沢シーサイドライン新杉田駅逆走事故。原因は、ケーブルの断線によるもの[60]。
- 2021年 - マレーシア、ラピドKLクラナ・ジャヤ線で発生した正面衝突事故[61]。
- 2023年 - 台湾の台中捷運タワークレーン衝突事故（中国語版）。列車が落下物と衝突[62]。